# Tara Lipinski
Tara Kristen Lipinski, po mężu Kapostasy (ur. 10 czerwca 1982 w Filadelfii) – amerykańska łyżwiarka figurowa polskiego pochodzenia, startująca w konkurencji solistek. Mistrzyni olimpijska z Nagano (1998), mistrzyni świata (1997), dwukrotna zwyciężczyni finału Grand Prix (1996, 1997). Po zakończeniu kariery amatorskiej w 1998 roku zajęła się na krótko aktorstwem i występowaniem w rewiach łyżwiarskich, a następnie została komentatorką łyżwiarstwa figurowego w NBC.
W 1997 została najmłodszą w historii mistrzynią świata w kategorii solistek (14 lat 9 miesięcy 10 dni), a rok później – mistrzynią olimpijską; w obu przypadkach okazała się młodsza od legendarnej Norweżki Sonji Henie. Po igrzyskach w Nagano wycofała się z amatorskiego uprawiania tego sportu. Była pierwszą w historii kobietą, która wykonała na zawodach kombinację dwóch potrójnych rittbergerów.
Jej rodzice Patricia (z domu Brozyniak) i Jack Lipinski pochodzą z Polski. Wszyscy jej dziadkowie urodzili się w Polsce (rodzice matki pochodzą z okolic Zakopanego, a rodzice ojca z okolic Warszawy).
24 czerwca 2017 roku wyszła za mąż za producenta telewizyjnego Todda Kapostasy.

## Osiągnięcia
| Zawody                                | 93–94          | 94–95          | 95–96          | 96–97          | 97–98          |                |                |                |                |                |                |                |                |                |                |                |                |
| Międzynarodowe                        | Międzynarodowe | Międzynarodowe | Międzynarodowe | Międzynarodowe | Międzynarodowe | Międzynarodowe | Międzynarodowe | Międzynarodowe | Międzynarodowe | Międzynarodowe | Międzynarodowe | Międzynarodowe | Międzynarodowe | Międzynarodowe | Międzynarodowe | Międzynarodowe | Międzynarodowe |
| ------------------------------------- | -------------- | -------------- | -------------- | -------------- | -------------- | -------------- | -------------- | -------------- | -------------- | -------------- | -------------- | -------------- | -------------- | -------------- | -------------- | -------------- | -------------- |
| Igrzyska olimpijskie                  |                |                |                |                | 1              |                |                |                |                |                |                |                |                |                |                |                |                |
| Mistrzostwa świata                    |                |                | 15             | 1              | WD             |                |                |                |                |                |                |                |                |                |                |                |                |
| GP Finał Grand Prix                   |                |                |                | 1              | 1              |                |                |                |                |                |                |                |                |                |                |                |                |
| GP Nations Cup                        |                |                |                | 2              |                |                |                |                |                |                |                |                |                |                |                |                |                |
| GP Skate America                      |                |                |                |                | 2              |                |                |                |                |                |                |                |                |                |                |                |                |
| GP Skate Canada International         |                |                |                | 2              |                |                |                |                |                |                |                |                |                |                |                |                |                |
| GP Trophée Lalique                    |                |                |                | 3              | 2              |                |                |                |                |                |                |                |                |                |                |                |                |
| Nebelhorn Trophy                      |                |                | 4              |                |                |                |                |                |                |                |                |                |                |                |                |                |                |
| Międzynarodowe: Kategorie młodzieżowe |                |                |                |                |                |                |                |                |                |                |                |                |                |                |                |                |                |
| Mistrzostwa świata juniorów           |                | 4              | 5              |                |                |                |                |                |                |                |                |                |                |                |                |                |                |
| Krajowe                               |                |                |                |                |                |                |                |                |                |                |                |                |                |                |                |                |                |
| Mistrzostwa Stanów Zjednoczonych      | 2 N            | 2 J            | 3              | 1              | 2              |                |                |                |                |                |                |                |                |                |                |                |                |

## Filmografia
- 2020: Scooby Doo i... zgadnij kto?, odcinek: Psisko i lodowisko! - ona sama (głos)[5]
- 2004: Ścigany przez wszystkich (The Metro Chase) – Natalie Jordan
- 2000: Lodowa księżniczka – Tracy Hanibal
- 2000: Czy boisz się ciemności? – Ellen
- 1999: Sabrina, nastoletnia czarownica – ona sama (gościnnie)
- 1999: Żar młodości – Marnie Kowalski
- 1997: Zdarzyło się jutro – ona sama

## Nagrody i odznaczenia
- Amerykańska Galeria Sławy Łyżwiarstwa Figurowego – 2006[6]